# Anselm Edward John Kenealy
Anselm Edward John Kenealy OFMCap (* 25. Oktober 1864 in Abersychan, Wales, Vereinigtes Königreich Großbritannien und Irland; † 18. Dezember 1943) war ein walisischer römisch-katholischer Geistlicher und Kapuziner.
Kenealy wurde um 1887 wurde er zum Priester für den Kapuzinerorden geweiht. Papst Pius X. ernannte ihn am 21. Dezember 1910 zum Erzbischof von Simla. Am 1. Januar 1911 weihte Girolamo Maria Gotti OCD, Präfekt der Kongregation zur Verbreitung des Glaubens, ihn in Rom zum Bischof. Mitkonsekratoren waren Francis Alphonsus Bourne, Erzbischof von Westminister, und Dominic Jaquet OFMConv, ehemaliger Bischof von Iași. Am 13. Januar 1936 nahm Papst Pius XI. seinen Rücktritt an und ernannte ihn zum Titularerzbischof von Ratiaria. Bis zur Ernennung seines Nachfolgers Silvestro Patrizio Mulligan OFMCap am 13. April 1937 zum Erzbischof von Delhi und Simla verwaltete er das Erzbistum als Apostolischer Administrator.